# 启发式评估
启发式评估（英語：heuristic evaluation）是对计算机软件进行易用性检验的一种方法，旨在用户界面设计的过程中找到易用性方面的问题。在启发式评估的过程中，检验者会对用户界面进行评判，确保其设计符合行业中普遍认可的易用性原则（usability principles，也被称为）。目前，这些评测的方法广泛用于那些用户界面需要在短时间内、用有限成本设计出来的新媒體中。